# Brisbane International 2015
27°31′30″ пд. ш. 153°0′26″ сх. д. / 27.52500° пд. ш. 153.00722° сх. д.
Brisbane International 2015 - чоловічий і жіночий тенісний турнір, що проходив на відкритих кортах з твердим покриттям Queensland Tennis Centre у Брисбені (Австралія). Належав до Туру ATP 2015 і Туру WTA 2015. Відбувся вшосте. Тривав з 4 до 11 січня 2015 року.
1 вересня 2014 року було оголошено, що Роджер Федерер знову візьме участь у турнірі. Федерер і Шарапова здобули титул в одиночному розряді.

## Призові очки і гроші

### Розподіл очок
| Дисципліна                 | П   | Ф   | ПФ  | ЧФ  | 1/8 | 1/16 | Q   | Q3  | Q2  | Q1  |
| Одиночний розряд, чоловіки | 250 | 150 | 90  | 45  | 20  | 0    | 12  | 6   | 0   | 0   |
| Парний розряд, чоловіки    | 250 | 150 | 90  | 45  | 0   | Н/Д  | Н/Д | Н/Д | Н/Д | Н/Д |
| Одиночний розряд, жінки    | 470 | 305 | 185 | 100 | 55  | 1    | 25  | 18  | 13  | 1   |
| Парний розряд, жінки       | 470 | 305 | 185 | 100 | 1   | Н/Д  | Н/Д | Н/Д | Н/Д | Н/Д |

### Розподіл призових грошей
| Дисципліна                 | П        | Ф        | ПФ      | ЧФ      | 1/8     | 1/161  | Q3     | Q2     | Q1     |
| Одиночний розряд, чоловіки | $82,040  | $43,210  | $23,405 | $13,335 | $7,860  | $4,655 | $750   | $360   | Н/Д    |
| Парний розряд, чоловіки *  | $24,920  | $13,100  | $7,100  | $4,060  | $2,380  | Н/Д    | Н/Д    | Н/Д    | Н/Д    |
| Одиночний розряд, жінки    | $195,026 | $104,014 | $55,827 | $22,141 | $11,874 | $6,477 | $3,327 | $1,770 | $1,003 |
| Парний розряд, жінки *     | $45,576  | $23,987  | $13,194 | $6,716  | $3,640  | Н/Д    | Н/Д    | Н/Д    | Н/Д    |

1Кваліфаєри отримують і призові гроші 1/16 фіналу.

*на пару

## Учасники чоловічих змагань

### Сіяні
| Країна    | Гравець              | Рейтинг1 | Посіяний |
| --------- | -------------------- | -------- | -------- |
| Швейцарія | Роджер Федерер       | 2        | 1        |
| Японія    | Кей Нісікорі         | 5        | 2        |
| Канада    | Мілош Раоніч         | 8        | 3        |
| Болгарія  | Григор Димитров      | 11       | 4        |
| ПАР       | Кевін Андерсон       | 16       | 5        |
| Франція   | Жиль Сімон           | 21       | 6        |
| Україна   | Олександр Долгополов | 23       | 7        |
| Франція   | Жульєн Беннето       | 25       | 8        |

- 1 Рейтинг подано станом на 29 грудня 2014.[3]

### Інші учасники
Нижче наведено учасників, які отримали вайлдкард на участь в основній сітці:
- Джеймс Дакворт
- Танасі Коккінакіс
- Джон Міллман

Учасники, що потрапили в основну сітку завдяки захищеному рейтингу:
- Юрген Мельцер

Нижче наведено гравців, які пробились в основну сітку через стадію кваліфікації:
- Лукаш Кубот
- Деніс Кудла
- Маріус Копіл
- Райн Вільямс

### Відмовились від участі
До початку турніру
- Марин Чилич → його замінив  Андрій Голубєв
- Дональд Янг → його замінив  Марінко Матосевич
- Хуан Мартін дель Потро → його замінив  Сем Грот

## Учасники основної сітки в парному розряді

### Сіяні
| Країна     | Гравець          | Країна    | Гравець            | Рейтинг1 | Сіяний |
| ---------- | ---------------- | --------- | ------------------ | -------- | ------ |
| Нідерланди | Жан-Жульєн Роєр  | Румунія   | Горія Текеу        | 32       | 1      |
| Індія      | Роган Бопанна    | Канада    | Деніел Нестор      | 34       | 2      |
| Швеція     | Роберт Ліндстедт | Польща    | Марцін Матковський | 40       | 3      |
| США        | Ерік Буторак     | Австралія | Сем Грот           | 51       | 4      |

- 1 Рейтинг подано станом на 29 грудня 2014.[4]

### Інші учасники
Нижче наведено пари, які отримали вайлдкард на участь в основній сітці:
- Григор Димитров /  Танасі Коккінакіс
- Джеймс Дакворт /  Марінко Матосевич

## Учасниці

### Сіяні
| Країна     | Гравчиня             | Рейтинг1 | Посіяна |
| ---------- | -------------------- | -------- | ------- |
| Росія      | Марія Шарапова       | 2        | 1       |
| Сербія     | Ана Іванович         | 7        | 2       |
| Німеччина  | Анджелік Кербер      | 9        | 3       |
| Словаччина | Домініка Цібулкова   | 11       | 4       |
| Німеччина  | Андреа Петкович      | 13       | 5       |
| Сербія     | Єлена Янкович        | 16       | 6       |
| Іспанія    | Карла Суарес Наварро | 17       | 7       |
| Іспанія    | Гарбінє Мугуруса     | 20       | 8       |

- 1 Рейтинг подано станом на 5 січня 2015.[7]

### Інші учасниці
Нижче наведено учасниць, які отримали вайлдкард на участь в основній сітці:
- Ярміла Ґайдошова
- Айла Томлянович

Учасниці, що потрапили в основну сітку завдяки захищеному рейтингу:
- Бетані Маттек-Сендс

Нижче наведено гравчинь, які пробились в основну сітку через стадію кваліфікації:
- Медісон Бренгл
- Дарія Гаврилова
- Ярослава Шведова
- Леся Цуренко

Учасниці, що потрапили до основної сітки як щасливий лузер:
- Алла Кудрявцева

### Відмовились від участі
До початку турніру
- Каміла Джорджі (травма рота) →  її замінила Бетані Маттек-Сендс
- Гарбінє Мугуруса (травма гомілковостопного суглобу) →  її замінила Алла Кудрявцева

## Учасниці в парному розряді

### Сіяні
| Країна            | Гравчиня          | Країна   | Гравчиня           | Рейтинг1 | Сіяна |
| ----------------- | ----------------- | -------- | ------------------ | -------- | ----- |
| Китайський Тайбей | Сє Шувей          | Індія    | Саня Мірза         | 11       | 1     |
| США               | Ракель Копс-Джонс | США      | Абігейл Спірс      | 24       | 2     |
| Китайський Тайбей | Чжань Хаоцін      | Чехія    | Квета Пешке        | 36       | 3     |
| Франція           | Каролін Гарсія    | Словенія | Катарина Среботнік | 36       | 4     |

- 1 Рейтинг подано станом на 29 грудня 2014.[7]

### Інші учасниці
Нижче наведено пари, які отримали вайлдкард на участь в основній сітці:
- Ана Іванович /  Анджелік Кербер
- Міряна Лучич-Бароні /  Ліза Реймонд
- Дарія Гаврилова /  Сторм Сендерз

### Відмовились від участі
Під час турніру
- Ана Іванович (травма живота)

## Переможці

### Одиночний розряд, чоловіки
- Роджер Федерер —  Мілош Раоніч, 6–4, 6–7(2–7), 6–4.[8]

### Одиночний розряд, жінки
- Марія Шарапова —  Ана Іванович, 6–7(4–7), 6–3, 6–3.[9]

### Парний розряд, чоловіки
- Джеймі Маррей /  Джон Пірс —  Олександр Долгополов /  Кей Нісікорі, 6–3, 7–6(7–4).[10]

### Парний розряд, жінки
- Мартіна Хінгіс /  Сабіне Лісіцкі —  Каролін Гарсія /  Катарина Среботнік, 6–2, 7–5.[11]